# Jaradbandi, Devadurga
Jaradbandi là một làng thuộc tehsil Devadurga, huyện Raichur, bang Karnataka, Ấn Độ.